# Jørgen Bruun (politiker)
 For alternative betydninger, se Jørgen Bruun. (Se også artikler, som begynder med Jørgen Bruun)
Jørgen Bruun (født 17. september 1942 i Odense) er en tidligere dansk politiker som var medlem af Folketinget for Centrum-Demokraterne i lidt over en måned fra folketingsvalget 8. december 1981 til han nedlagde mandatet 19. januar 1982.
Bruun er født i 1942 i Odense. Han er søn af murermester H.C.R. Hansen og hustru Anna Hansen. Han er cand.polit. fra Københavns Universitet i 1968. I 1981 var han økonomichef og boede i Ballerup.
Bruun har været partisekretær for Centrum-Demokraterne og amtsrådsmedlem. Han blev i 1973 opstillet til Folketinget i Odense Østkredsen. Han skiftede til Fåborgkredsen i 1975, Ballerupkredsen i 1979 og endelig til Lyngbykredsen i 1981. Han blev valgt til Folketinget 8. december 1981 men nedlagde sit mandat 19. januar 1982. Hans plads i Folketinget MFblev overtaget af Jørgen Kruse Rasmussen.